# Senki sem fog beszélni rólunk, ha meghalunk
A Senki sem fog beszélni rólunk, ha meghalunk (eredeti cím: Nadie hablará de nosotras cuando hayamos muerto) 1995-ben bemutatott spanyol–mexikói bűnügyi filmdráma, melyet Agustín Díaz Yanes írt és rendezett. A főbb szerepekben Victoria Abril, Pilar Bardem és Federico Luppi látható.
A 10. Goya-díjátadón tíz kategóriában jelölték díjakra, ebből nyolcat elnyert.

## Cselekmény
Gloria Duque Mexikóban élő alkoholista spanyol nő. Miközben egy alvilági találkozón prostituáltként dolgozik, szemtanúja lesz egy bűnözők és álruhás rendőrök közti lövöldözésnek. Egy haldokló rendőr átad neki egy jegyzetfüzetet, amelyben a bűnbanda pénzmosásra használt üzleteinek címei szerepelnek. Gloriát kiutasítják az országból, ezért visszatér Spanyolországba, anyósához és kómában fekvő, magatehetetlen férjéhez. Az idősödő Doña Julia a legjobbat akarja menyének, magánórákat vállal, hogy segítse őket a jelzáloghitel törlesztésében.
Gloria a jegyzetfüzet alapján felkeres egy helyi szőrmeüzletet és úgy dönt, kirabolja azt. A tulajdonos korai megérkezése miatt azonban a pénz megszerzése nélkül kell menekülnie. Az egyik mexikói maffiózót, Eduardót megbízzák Gloria felkutatásával és megölésével. A férfi kétségek között vergődik: úgy érzi, lánya betegsége Isten büntetése bérgyilkosként végzett munkájáért. Az alulképzett Gloria sikertelenül próbál munkát találni, így visszatér az üzletbe és fegyverrel kirabolja azt. Az akció után Eduardo rátalál és elrabolja. A maffia főhadiszállásán Eduardo nem akar végezni a tússzal, ezért a gengszter társa, Oswaldo lelövi a férfit, majd megkínozza Gloriát. A nő azonban egy tollal nyakon szúrja támadóját, megölve őt.
Doña Julia pénzt kér egy gazdag barátjától a jelzáloghitel törlesztésére. Ezt követően a lakást elgázosítva öngyilkosságot követ el, és magával viszi beteg fiát is a halálba. Búcsúlevelet hagy Gloriának, amelyben arra kéri, szerezze meg az érettségit és éljen minél boldogabb életet.

## Szereplők

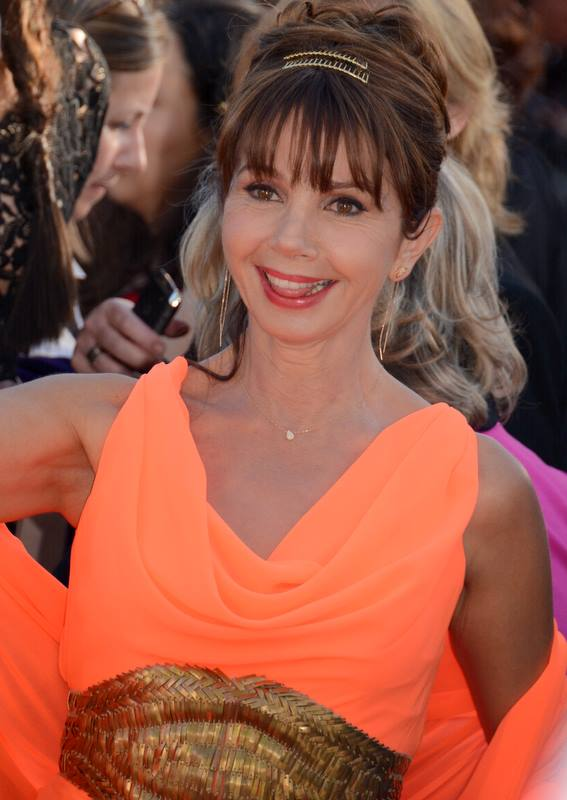
Victoria Abril, a film női főszereplője

| Szerep       | Színész              | Magyar hang     |
| ------------ | -------------------- | --------------- |
| Gloria Duque | Victoria Abril       | Kiss Virág      |
| Doña Julia   | Pilar Bardem         | Illyés Mari     |
| Eduardo      | Federico Luppi       | Várkonyi András |
| Doña Amelia  | Ana Ofelia Murguía   | Bokor Ildikó    |
| Oswaldo      | Daniel Giménez Cacho | Koncz István    |
| Juan         | Ángel Alcázar        |                 |
| Ramiro       | Saturnino García     | Csuha Lajos     |
| María Luisa  | Marta Aura           | Szórádi Erika   |
| Evaristo     | Guillermo Gil        | Kajtár Róbert   |
| Omar         | Demián Bichir        | Katona Zoltán   |

## Díjak és jelölések
San Sebastián-i Nemzetközi Filmfesztivál
| Év   | Kategória                        | Jelölt             | Eredmény | Ref.  |
| ---- | -------------------------------- | ------------------ | -------- | ----- |
| 1995 | Ezüst Kagyló (legjobb színésznő) | Victoria Abril     | Elnyerte | [ 3 ] |
| 1995 | Zsűri Különdíja                  | Agustín Díaz Yanes | Elnyerte |       |

Goya-díj
| Év   | Kategória                    | Jelölt                                     | Eredmény | Ref.  |
| ---- | ---------------------------- | ------------------------------------------ | -------- | ----- |
| 1996 | legjobb film                 | –                                          | Elnyerte | [ 1 ] |
| 1996 | legjobb új rendező           | Agustín Díaz Yanes                         | Elnyerte | [ 1 ] |
| 1996 | legjobb női főszereplő       | Victoria Abril                             | Elnyerte | [ 1 ] |
| 1996 | legjobb férfi főszereplő     | Federico Luppi                             | Jelölve  | [ 1 ] |
| 1996 | legjobb női mellékszereplő   | Pilar Bardem                               | Elnyerte | [ 1 ] |
| 1996 | legjobb eredeti forgatókönyv | Agustín Díaz Yanes                         | Elnyerte | [ 1 ] |
| 1996 | legjobb eredeti filmzene     | Bernardo Bonezzi                           | Elnyerte | [ 1 ] |
| 1996 | legjobb vágás                | José Salcedo                               | Elnyerte | [ 1 ] |
| 1996 | legjobb látványtervezés      | José Luis Escolar                          | Elnyerte | [ 1 ] |
| 1996 | legjobb frizura és smink     | Ana Lozano, Carlos Paradela, Jesús Moncusi | Jelölve  | [ 1 ] |

## Fordítás
- Ez a szócikk részben vagy egészben  a   Nobody Will Speak of Us When We're Dead című angol Wikipédia-szócikk ezen változatának fordításán alapul.  Az eredeti cikk szerkesztőit annak laptörténete sorolja fel. Ez a jelzés csupán a megfogalmazás eredetét és a szerzői jogokat jelzi, nem szolgál a cikkben szereplő információk forrásmegjelöléseként.
- Ez a szócikk részben vagy egészben  a   Nadie hablará de nosotras cuando hayamos muerto című spanyol Wikipédia-szócikk ezen változatának fordításán alapul.  Az eredeti cikk szerkesztőit annak laptörténete sorolja fel. Ez a jelzés csupán a megfogalmazás eredetét és a szerzői jogokat jelzi, nem szolgál a cikkben szereplő információk forrásmegjelöléseként.